# Ericeia
Ericeia is een geslacht van vlinders van de familie spinneruilen (Erebidae).

## Soorten
- E. albangula (Saalmüller, 1880)
- E. aliena Walker, 1858
- E. amanda Walker, 1858
- E. amplipennis Prout, 1922
- E. biplagiella Viette, 1966
- E. brunneistriga Bethune-Baker, 1906
- E. brunnescens Snellen, 1880
- E. canipuncta Prout, 1929
- E. certilinea Prout, 1929
- E. congregata (Walker, 1858)
- E. congressa (Walker, 1858)
- E. dysmorpha Prout, 1929
- E. epitheca Swinhoe, 1915
- E. eriophora Guenée, 1852
- E. euryptera Prout, 1929
- E. fraterna Moore, 1885
- E. goniosema Hampson, 1922
- E. hirsutitarsus Holloway, 1977
- E. inangulata (Guenée, 1852)
- E. intextilia Schultze, 1908
- E. kofintjiensis Prout, 1928
- E. leichardtii Koch, 1865

- E. lituraria (Saalmüller, 1880)
- E. pallidula Prout, 1929
- E. pampoecila Bethune-Baker, 1914
- E. pertendens Walker, 1858
- E. plaesiodes Turner, 1932
- E. rectifascia Prout, 1928
- E. rectimargo Prout, 1929
- E. rhanteria Bethune-Baker, 1914
- E. setosipedes Bethune-Baker, 1914
- E. sobria Walker, 1858
- E. spilophracta Turner, 1933
- E. subcinerea Snellen, 1880
- E. subsignata Walker, 1859
- E. terrena Mabille, 1882
- E. waterstoni Wiltshire, 1982